# Парламентские выборы в Узбекистане (2024)
Выборы в Законодательную палату Олий Мажлиса Республики Узбекистан состоялись 27 октября 2024 года. Впервые в истории Узбекистана парламентские выборы прошли на основе смешанной избирательной системы. В тот же день прошли выборы в областные, районные и городские советы народных депутатов.

## Избирательная система
150 членов Законодательной палаты узбекского парламента, Олий Мажлиса Республики Узбекистан, избираются по смешанной системе: половина в одномандатных избирательных округах по мажоритарной системе, а другая половина по пропорциональной системе с закрытыми списками в едином общенациональном избирательном округе с избирательным порогом в 7 %. Если в выборах примет участие менее трети имеющих право голоса избирателей, они будут считаться недействительными, а если ни одна партия не преодолеет избирательный порог для пропорциональных мест, выборы на пропорциональные места будут считаться недействительными. Не менее 40 % кандидатов должны быть женщинами.

## Предвыборная кампания
Дата выборов в Законодательную палату Олий Мажлиса Республики Узбекистан была определена 26 июля 2024 года. В тот же день официально стартовала избирательная кампания. В выборах приняли участие все пять зарегистрированных в Узбекистане партий, от которых баллотировались 375 кандидатов по одномандатным округам и 500 кандидатов по партийным спискам.
За выборами наблюдали более 1 тыс. международных и зарубежных наблюдателей из 50 стран, в том числе, 350 человек от Бюро по демократическим институтам и правам человека ОБСЕ и 167 наблюдателей Межпарламентской ассамблеи СНГ, а также более 1000 журналистов, из них 155 иностранных. Избиратели могли проголосовать не только в Узбекистане, но и в 39 иностранных государствах.

## Результаты
Явка превысила 33 % порог, необходимый для признания выборов состоявшимися. Кандидаты представляли партии, ни одна из которых не находится в оппозиции к президенту Шавкату Мирзиёеву. Результаты выборов показали, что 40 % мест в нижней палате узбекского парламента достались главной пропрезидентской партии страны, Либерально-демократической партии Узбекистана.
| Партия                      | Партия                                               | Лидер                       | Общенациональный округ | Общенациональный округ | Общенациональный округ | Одномандатные округа | Одномандатные округа | Одномандатные округа | Мест | +/– |
| Партия                      | Партия                                               | Лидер                       | Голоса                 | %                      | Мест                   | Голоса               | %                    | Мест                 | Мест | +/– |
| --------------------------- | ---------------------------------------------------- | --------------------------- | ---------------------- | ---------------------- | ---------------------- | -------------------- | -------------------- | -------------------- | ---- | --- |
|                             | Либерально-демократическая партия Узбекистана        | Абдулла Арипов              | 5 194 041              | 34,75                  | 26                     |                      |                      | 38                   | 64   | ▲11 |
|                             | Демократическая партия Узбекистана «Миллий тикланиш» | Алишер Кадыров              | 2 812 493              | 18,82                  | 14                     |                      |                      | 15                   | 29   | ▼7  |
|                             | НДПУ                                                 | Улугбек Иноятов             | 2 558 016              | 17,11                  | 13                     |                      |                      | 7                    | 20   | ▼2  |
|                             | Социал-демократическая партия «Адолат»               | Бахрам Абдухалимов          | 2 420 857              | 16,20                  | 12                     |                      |                      | 9                    | 21   | ▼3  |
|                             | Экологическая партия Узбекистана                     | Нарзулла Абламурадов        | 1,960,764              | 13,12                  | 10                     |                      |                      | 6                    | 16   | ▲1  |
|                             |                                                      |                             |                        |                        |                        |                      |                      |                      |      |     |
| Действительных бюллетеней   | Действительных бюллетеней                            | Действительных бюллетеней   | 14 946 171             | 99,46                  |                        |                      |                      |                      |      |     |
| Недействительных бюллетеней | Недействительных бюллетеней                          | Недействительных бюллетеней | 81 358                 | 0,54                   |                        |                      |                      |                      |      |     |
| Всего                       | Всего                                                | Всего                       | 15 027 529             | 100,00                 | 75                     |                      |                      | 75                   | 150  |     |
| Явка избирателей            | Явка избирателей                                     | Явка избирателей            | 19 944 859             | 75,35                  |                        |                      |                      |                      |      |     |
| Источник:MSK, MSK           |                                                      |                             |                        |                        |                        |                      |                      |                      |      |     |

## После выборов
Организация по безопасности и сотрудничеству в Европе раскритиковала выборы за отсутствие «реального выбора» для избирателей, поскольку все парламентские партии лояльны президенту, а оппозиция подавляется. Однако организация также похвалила реформы избирательной системы, которые зарезервировали больше мест для женщин